# CW Virginis
CW Virginis (CW Vir / 78 Virginis / o Virginis) es una estrella variable en la constelación de Virgo de magnitud aparente media +4,91. Visualmente situada 4º al norte de Heze (ζ Virginis), se encuentra a 183 años luz de distancia del sistema solar.
CW Virginis es una estrella blanca de tipo espectral A1p clasificada como variable Alfa2 Canum Venaticorum. Éstas son estrellas de la secuencia principal que se caracterizan por tener intensos y variables campos magnéticos; en sus espectros aparecen realzadas las líneas de ciertos elementos químicos, variando su intensidad con la rotación de la estrella. α2 Canum Venaticorum y CU Virginis —esta última también en la constelación de Virgo— son dos ejemplos de este tipo de variables. En CW Virginis las líneas debidas a estroncio, cromo y europio son especialmente notables; en el caso de este último elemento, su abundancia relativa es 30.000 veces más elevada que en el Sol. Asimismo, el contenido relativo de oxígeno en relación con el de magnesio es especialmente bajo.
La velocidad de rotación proyectada de CW Virginis es de 16 km/s y su período de rotación, igual al período de variación, es de 3,722 días. Ambos parámetros permiten determinar la inclinación de su eje de rotación (34º) respecto a la línea de visión. La fluctuación de brillo es pequeña, entre +4,91 y +4,99 magnitudes; ésta se produce por la existencia de «manchas estelares» cerca de los polos —donde se concentran los elementos químicos como consecuencia del intenso campo magnético— que entran y salen del campo de visión.
El campo magnético de CW Virginis es 3000 veces mayor que el campo magnético terrestre y fue la primera estrella distinta del Sol en donde se descubrió (en 1947) un campo magnético.
Se piensa que probablemente es una variable magnética irregular.
La temperatura superficial de CW Virginis es de 9060 K. 29 veces más luminosa que el Sol, su radio es 2,4 veces más grande que el del Sol y su masa es de 2,16 masas solares. Tiene una edad de 460 millones de años y se encuentra a mitad de camino de su vida como estrella de la secuencia principal.